# Maulaj Ali asz-Szarif
Maulaj Ali asz-Szarif (arab. مولاي علي الشريف, ur. 9 listopada 1589 w Ar-Risani, zm. 5 czerwca 1659 tamże) – władca Tafilalt (południowo-wschodnie Maroko), założyciel dynastii Alawitów.

## Życiorys
Jego rządy przypadały na okres chaosu, jaki zapanował po śmierci marokańskiego sułtana Ahmada I al-Mansura z dynastii Saadytów w 1603 roku. Maulaj Ali asz-Szarif wykorzystał ten czas do umacniania i rozprzestrzeniania władzy Alawitów. W 1636 roku ustąpił jednak z tronu na rzecz swojego syna Muhammada.
Rozpoczęte przez Maulaja Alego asz-Szarifa działania zmierzające do podniesienia rangi Alawitów w Maroku, które kontynuowane były przez dwóch jego synów - Muhammada i Maulaja Raszida, przyczyniły się ostatecznie do wyniesienia dynastii do władzy w całym kraju. Alawici do dziś zasiadają na marokańskim tronie.